# Jaroslav Horák (herec)
Jaroslav Horák (* 1. května 1949, Nedvědice) je český herec, zaměřující se především na dabing.

## Kariéra
První roli získal v roce 1969 ve filmu Gentlemani, kde hrál mladého Kejvačku. Většina jeho rolí je spíše menšího charakteru. Jednu z těch významnějších získal v roce 1987 ve filmu Copak je to za vojáka…, kde ztvárnil postavu Kalouska. Nejvíce se prosadil v dabingu. Za svoji kariéru propůjčil hlas více než 2000 postavám. Mezi jeho nejznámější dabingovou role patří například Carl Carlson z animovaného seriálu Simpsonovi. Vícero postav daboval i v českých hrách Mafia II a Kingdom Come: Deliverance.

## Filmografie

### Filmy
- Gentlemani (1969)
- Radosti s dědečkem (1972)
- Tajemství Ocelového města (1978)
- Drsná Planina (1979)
- Copak je to za vojáka… (1987)
- Báječná léta pod psa (1997)

### Seriály
- My z konce světa (1975)
- Velitel (1981)
- Tři spory (1981)
- Modrý kód (2017)